# Levantoglyphus sidorchukae
Levantoglyphus sidorchukae (лат.) — ископаемый вид клещей, единственный в составе рода †Levantoglyphus и семейства †Levantoglyphidae из отряда Astigmata. Обнаружен в меловом ливанском янтаре (129 млн лет, Ливан).

## Описание
Длина менее 1 мм. Длина идиосомы дейтонимфы 232 мкм при ширине 116 (проподосома длиной 96 мкм; гистеросома длиной 136 мкм). Уникальные апоморфии: соленидион ω пальп и щетинки щупиков удлинённые и зазубренные; коленные щетинки III—IV относительно удлиненные. Плезиоморфии, указывающие на то, что Levantoglyphidae — это стем-группа Astigmata: пальпы 4-члениковые, с лапками, сросшимися коленом+голенью, бедро и небольшой вертлуг; гнатосома, хелицеры, верхняя губа и рутелла хорошо развиты; развиты подоцефальный канал и супракоксальное отверстие; анальное отверстие большое, почти такой же длины, как прикрепительный орган; соленидион ω2 на I лапке длинный, узловатый; лапка II с щетинкой aa; лапки III—IV с 9 щетинками (присутствуют щетинки baIII-IV).

## Систематика и этимология
Вид был впервые описан в 2021 году российскими и ливанским акарологами по материалам из ливанского янтаря. Этот вид обладает уникальными признаками и принадлежит к монотипическому роду †Levantoglyphus, выделенному в отдельное семейство †Levantoglyphidae, имеющему отдаленное сходство с современными астигматидными клещами и рассматриваемому как стем-группа Astigmata. Видовое название дано в честь трагически погибшей Екатерины Сидорчук (1981—2019) за её вклад в палеоакарологию. Родовое название Levantoglyphus происходит от латинского слова Levant (Левант, территория, включающая Ливан, Сирию, Палестину, Израиль) и греческого слова γλῠφω (glyphus, вырезать, гравировать), которое используется в обозначении родовых имён Astigmata.